# اد ناها
اد ناها (انگلیسی: Ed Naha؛ زادهٔ ۱ ژانویهٔ ۱۹۵۰) فیلم‌نامه‌نویس، رمان‌نویس، روزنامه‌نگار، مدیر اجرایی تولید و تهیه‌کننده فیلم اهل ایالات متحده آمریکا است. وی دانش‌آموختهٔ دانشگاه کین است.
از فیلم‌ها یا مجموعه‌های تلویزیونی که وی در آن‌ها نقش داشته‌است، می‌توان به عزیزم، بچه‌ها را کوچک کردم و ترول اشاره نمود.